# Onthophagus mentaveiensis
Onthophagus mentaveiensis es una especie de insecto del género Onthophagus, familia Scarabaeidae, orden Coleoptera.

## Historia
Fue descrita científicamente por Boucomont en 1914.